# Politiefluit
| |  |                                                               |
| Politiefluiten: de Thunderer en Metropolitan van J. Hudson & Co. in Birmingham, geproduceerd onder de merknaam Acme |  | Britse koperen politiefluit van J. Hudson & Co. van rond 1900 |

Een politiefluit is een hulpmiddel waarmee een politieagent de aandacht van passanten of verkeersdeelnemers kan trekken en waarmee hij oorspronkelijk ook wel de hulp van nabije collega's inriep wanneer hij assistentie nodig had.

## Geschiedenis
Aanvankelijk maakten politieagenten geen gebruik van fluiten, maar van ratels. Toen in veel landen de politiefluit eenmaal was ingevoerd, was het gebruik van fluitjes door leden van het publiek in de 19e eeuw dikwijls streng gereguleerd. Zo konden Amerikaanse burgers voor het blazen op een fluit anders dan voor het inroepen van de hulp van een politieman worden bestraft met een geldboete of enkele dagen dan wel weken gevangenisstraf.
De grootste producent van politiefluiten is waarschijnlijk J. Hudson & Co. in Birmingham, opgericht in 1870 door Joseph Hudson (1848-1930), dat fluitjes fabriceert voor politiekorpsen in de hele wereld, maar ook voor scheidsrechters en hondenbezitters. Toen Scotland Yard in 1883 middels een advertentie een openbare aanbesteding uitschreef omdat de Londense politie de ratels door fluitjes wilde vervangen, brachten verschillende fabrikanten uit Engeland, Europa en Amerika offertes uit. Het was J. Hudson & Co., een van de talrijke fluitenfabrikanten die Birmingham toen nog rijk was, dat uiteindelijk een eerste order van 7000 fluiten verwierf. Hudsons bedrijf groeide als gevolg van deze en andere orders binnen een jaar uit van een kleine werkplaats tot een omvangrijke fabriek. Daarmee was het overigens niet voor het eerst dat Britse politieagenten een fluitje tot hun beschikking hadden. Zo werd in Bristol al in 1877 de ratel door een politiefluit vervangen. In de jaren zeventig van de 20e eeuw werd in Groot-Brittannië de politiefluit uitgefaseerd.

### Nederland

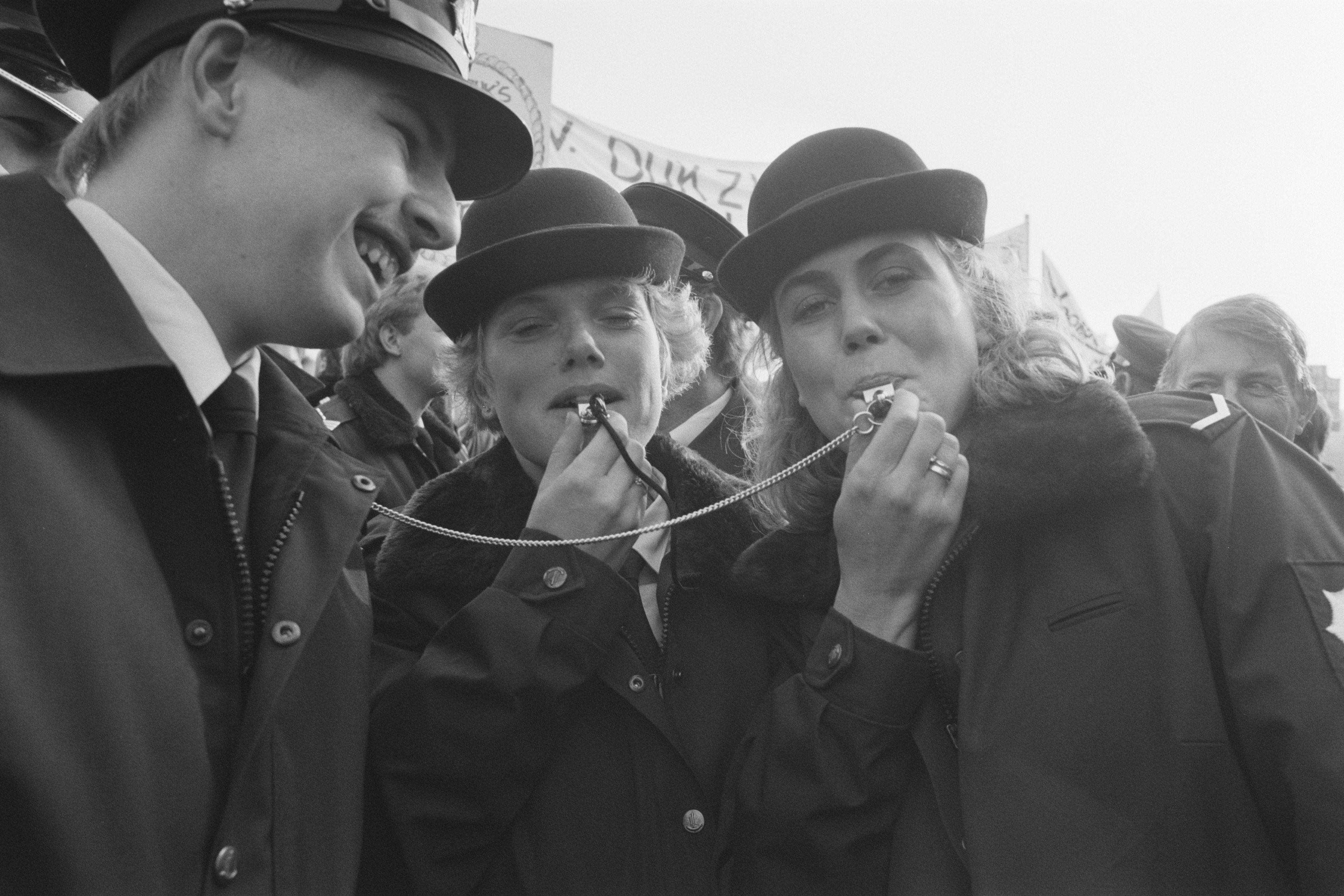
Nederlandse politieagentes blazen op een fluit tijdens een politiedemonstratie in Den Haag (1987)

Politiefluitjes werden ook in Nederland reeds in de 19e eeuw gebruikt. In 1879 berichtte Het Nieuws van den Dag overigens dat het signaalfluitje van de Amsterdamse politie werd afgeschaft en vervangen door een signaalhoorn, omdat gebleken was "dat telkens valsche signalen met dergelijke fluitjes werden gegeven door personen, die niet tot de politie behoorden". Voor de Tweede Wereldoorlog bestonden er politiefluiten waarop aan beide zijden kon worden geblazen. Met de kant die een zwaardere toon voortbracht (de assistentiefluit), kon een agent in noodgevallen de hulp van een collega inroepen.
In het nieuwe politie-uniform (de blouson) van rond 1984 was nog ruimte gereserveerd voor een fluit, die in een klein borstzakje werd gedragen en waarvan de ketting aan de epaulet was bevestigd. Inmiddels behoort een fluitje niet meer tot de standaarduitrusting van de Nederlandse straatagent, maar bij verkeerstechnische begeleiding maken motoragenten wel gebruik van een fluit om bij het tegenhouden van het verkeer op kruisingen de aandacht van verkeersdeelnemers te trekken.